# Аврам Грант
Аврахам „Аврам“ Грант (на иврит: אברהם "אברם" גרנט) е израелски футболен треньор, настоящ технически директор на тайландския Теро Сасана и старши треньор на националния отбор на Гана.

## Личен живот
Аврам Грант е роден на 6 февруари 1955 в Петах Тиква. Първоначалната му фамилия е Гранат, която той променя през 1980. Баща му, Меир Гранат, е роден в Полша, като по време на Втората световна война семейството му е заточено в Сибир, където по-голямата част от него умира. Майката, Ализа Насан, имигрира в Израел от Ирак.
На 20 февруари 2008 ръководството на Челси оповестява, че Грант е получил смъртни заплахи, като до дома му са изпратени различни пакети.

## Кариера

### Апоел Петах Тиква
Първата работа на Грант като треньор, едва на 18-годишна възраст, е в младежкия отбор на Апоел Петах Тиква, който той води в продължение на 14 години. След това той поема и първия отбор, като под неговото ръководство той се класира в елитната дивизия за пръв път от 25 години. Там се превръща в основен конкурент на Макаби Тел Авив за шампионската титла. В последния си сезон начело на отбора от Петах Тиква, Грант губи борбата за титлата и Купата на Израел в рамките на три дни.

### Макаби Тел Авив
През следващия сезон Грант е привлечен за треньор на отбора на Макаби Тел Авив, като още през първата си година печели първенството с 13 точки преднина пред втория. Макаби обаче не успява да спечели дубъл, губейки финала за Купата. Под ръководството на Грант обаче Купата е спечелена през 1994, а титлата – отново през 1995. След това, между 1995 и 1996, за кратко е треньор на Апоел Хайфа, класирайки отбора на четвърто място. Завръща се в Макаби през 1997, и остава там до 2000, но този период се оказва по-неуспешен за него, като единственият спечелен трофей е Купата през 1999.

### Макаби Хайфа
От 2000 до 2002 е треньор на Макаби Хайфа. Там той постига успехи, ставайки шампион през 2001 и 2002, и печелейки Купата през 2002. Требъл обаче не успява да постигне. През 2001 отборът участва в квалификациите за Шампионската лига. Съперник е финландския Хака. Макаби печели и двата мача, но поради употребата на нередовен играч израелският отбор е дисквалифициран.

### Национален отбор на Израел
След като напуска Макаби Хайфа, Грант поема националния отбор на Израел, ставайки най-младият негов треньор в историята. В квалификациите за Евро 2004 отборът завършва на трето място в групата си, зад Франция и Словения, и пропуска баражите.
В квалификациите за Световното първенство през 2006 Израел е в група с отборите на Франция, Швейцария, Република Ирландия, Кипър и Фарьорските острови. В общо 10 мача, ръководеният от Грант отбор остава непобеден, записва 4 победи и 6 равенства, но поради по-лошата си голова разлика спрямо Швейцария, остава на третото място, и отново пропуска баражите. След този провал, през октомври 2005, Грант обявява, че ще се оттегли от поста на национален селекционер.

### Челси
Като личен приятел на Роман Абрамович, на 8 юли 2007 Грант е назначен за спортен директор на Челси. На 20 септември е назначен и за треньор, превръщайки се в първия израелски треньор, водил английски отбор.
Когато застава начело на Челси, Грант не притежава необходимия за това треньорски лиценз. Освен това много от феновете протестират срещу назначаването му, и едновременно с това и срещу напускането на Жозе Моуриньо.
Дебютът му като треньор се състои на 24 септември, губейки с 2 - 0 от Манчестър Юнайтед. Три дни по-късно записва и първата си победа като треньор на Челси, побеждавайки Валенсия в мач от Шампионската лига с 2 – 1. Впоследствие Челси записва 16 поредни мача без загуба.
През януари 2008 са закупени Никола Анелка, Бранислав Иванович и Франко Ди Санто.
На 24 февруари 2008 Челси губи първият си финал под ръководството на Грант - срещу Тотнъм, на Уембли.
На 30 април 2008 Челси побеждава Ливърпул с общ резултат 4 - 3 от два мача, и за пръв път се класира за финал на Шампионската лига, нещо, което не успява да постигне под ръководството на Жозе Моуриньо. На финалът на стадион Лужники в Москва Челси губи от Манчестър Юнайтед след дузпи с 5 – 6. Особено запомнящ се е пропуска на капитана Джон Тери. Във Висшата лига отборът завършва на второ място. Три дни по-късно Челси обявява, че договорът на Грант ще бъде прекратен незабавно. Подобно на Жозе Моуриньо, под ръководството на Грант, Челси не губи нито един мач като домакин.

### Портсмут
На 7 октомври 2009 е назначен за спортен директор на Портсмут, а месец по-късно става и треньор на отбора. Дебютният му мач е поражение с 4 - 1 от Манчестър Юнайтед, последвано от загуба от Астън Вила. Последват победи над Ливърпул и класиране на финал за ФА Къп, изгубен на Уембли срещу Челси.
На 20 май 2010 Грант разтрогва договора си. На интернет-сайта на отбора той посочва, че това е бил изключително труден избор.

### Уест Хям
На 3 юни 2010 Грант подписва 4-годишен договор с Уест Хем. Под неговото ръковдство, Уест Хем записва най-лошият старт на първенството в историята си, като печели първата си точка едва на 18 септември, а в края на ноември са спечелени едва 2 победи. За Купата обаче на 30 ноември е постигната победа с 4 - 0 над Манчестър Юнайтед, която помага за класиране на полуфиналите.
През декември се появяват слухове, че треньорът на Блекбърн – Сам Алардайс, ще смени Грант начело на чуковете.
Последва победа с 2 – 0 над Уулвърхямптън и с 3 - 1 над Фулъм, като последната е и първата победа на отбора като гост за сезона.
В крайна сметка в края на сезона отборът е спечелил едва 7 мача от общо 37 изиграни. На 15 май 2011 Уест Хем губи решаващия мач срещу Милуол с 3 – 2, вследствие от което изпада. Грант е уволнен час след края на мача.

### Партизан Белград
На 13 януари 2012 е обявен за треньор на сръбския Партизан Белград. Първият му мач начело на отбора е приятелска среща срещу иранския Сепахан Исфахан. Мачът обаче пропада поради факта, че Грант е евреин, а Иран не признава Израел като държава.
След като извежда Партизан до пета поредна титла в сръбското първенство, на 14 май 2012 Грант се възползва от клаузата за напускане в договора си, и подава оставка.

### Гана
На 27 ноември 2014 Грант е обявен за треньор на ганайския национален отбор. През 2015 отборът достига до финал за Купата на африканските нации, където губи от Кот д'Ивоар.